# Milza accessoria
Una milza accessoria (chiamata anche milza sovrannumeraria o splenunculus) è un piccolo nodulo di tessuto splenico che si trova fisicamente separato dal corpo principale della milza.
Le milze accessorie si trovano in circa il 10% della popolazione e tipicamente hanno un diametro di circa 1 cm. Morfologicamente possono assomigliare a un linfonodo oppure ad una piccola milza.
Sembra che la presenza di una milza accessoria possa essere dovuta ad anomalie durante lo sviluppo oppure a traumi maggiori. La milza sovrannumeraria è clinicamente significativa in quanto può comportare errori di interpretazione durante l'esecuzione di imaging radiologico diagnostico, oppure la persistenza di sintomi una volta che si sia optato per una splenectomia terapeutica.

## Eziologia

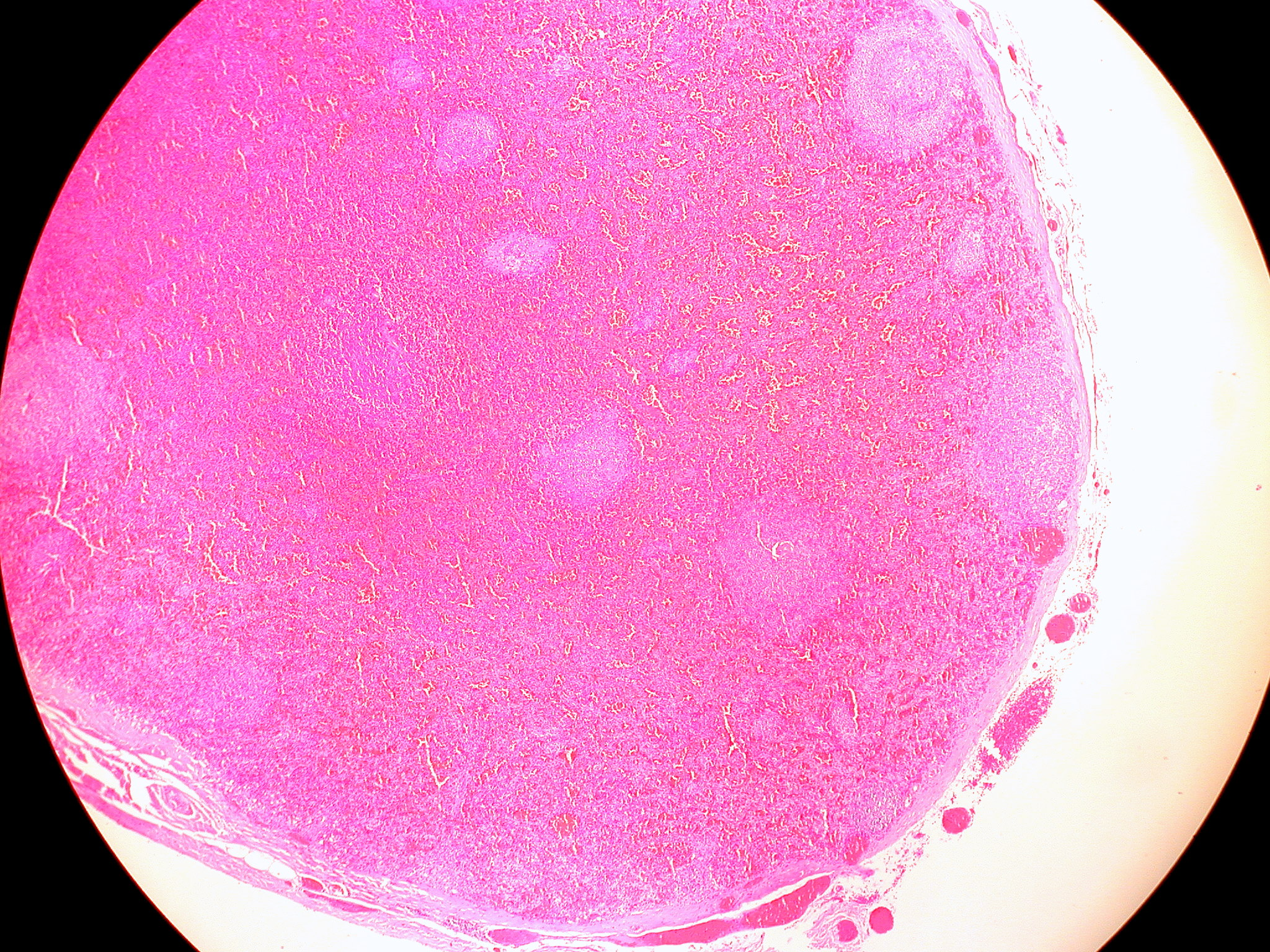
Sezione istologica di una milza accessoria

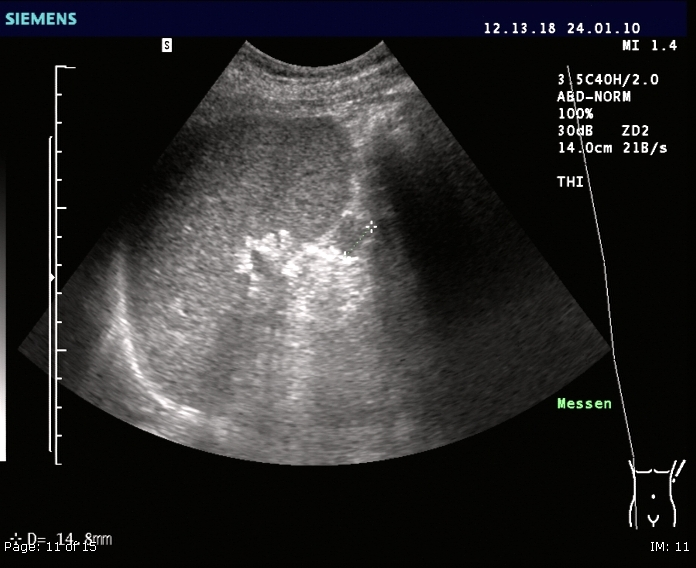
ecografia di una milza accessoria

Le milze accessorie possono formarsi durante lo sviluppo embrionale quando alcune delle cellule della milza in via di sviluppo si depositano lungo il percorso dalla linea mediana (l'espressione primaria della funzione dell'embrione, e dalla quale prendono origine diverse strutture del corpo), fino alla sua posizione finale sul lato sinistro dell'addome dalla 9ª all'11ª costola. Una milza accessoria spesso origina durante la vita embrionale dal lato sinistro del mesogastrio dorsale come risultato di un'imperfetta fusione o di un'imperfetta separazione della massa splenica.
La fusione splenogonadica (una rara malformazione congenita) può comportare la formazione di una o più milze accessorie lungo un percorso che va dall'addome alla pelvi o allo scroto.
Queste formazioni spleniche si sviluppano vicino alla cresta urogenitale, la struttura dalla quale prendono origine le gonadi. Le gonadi a causa della fusione possono prelevare del tessuto dalla milza e mentre scendono attraverso l'addome durante lo sviluppo, possono produrre una linea continua o spezzata di tessuto splenico che viene a depositarsi.
La splenosi è un'altra possibile causa di milza accessoria. In questa condizione anomala focolai di tessuto splenico crescono in determinate zone del corpo (una sorta di autotrapianto), molto spesso a seguito di traumi fisici o splenectomia. Frammenti di tessuto provenienti da una normale milza possono impiantarsi su superfici ben vascolarizzate nella cavità addominale o, se la barriera diaframmatica è rotta, nel torace. Questa forma congenita può essere presente nel 10-44% di tutte le autopsie.

## Sedi tipiche e dimensioni
I luoghi più comuni dove è possibile reperire una milza accessoria sono l'ileo della milza e le zone adiacenti alla coda del pancreas. Tuttavia questa struttura sovrannumeraria può essere trovata ovunque lungo i vasi splenici, nel legamento gastrosplenico, nel legamento splenorenale, nelle pareti dello stomaco o nell'intestino, nella coda del pancreas, nel grande omento, nel mesentere, nella loggia renale e surrenale, o nelle gonadi (così come lungo ogni area seguita durante la discesa prenatale delle stesse). La dimensione tipica è di circa 1 cm, ma non è infrequente trovare formazioni di dimensioni variabili da pochi millimetri fino a 2-3 cm.
Le milze accessorie generalmente sono presenti in numero ridotto, massimo 6 in un individuo, presentano un normale aspetto istologico di tessuto della milza, e la loro vascolarizzazione normalmente deriva da un ramo dell'arteria splenica.

## Significato clinico
Se la splenectomia viene eseguita per condizioni patologiche che comportano un sequestro di cellule ematiche all'interno della milza (es. trombocitopenia da sequestro splenico), la mancata rimozione di una o più milze accessorie può comportare il fallimento terapeutico.
Oltre al sopracitato problema una milza accessoria può comportare confusione, durante l'esecuzione di tecniche di imaging radiologico, con situazioni di ingrossamento dei linfonodi o crescita neoplastica a livello della coda del pancreas, del tratto gastrointestinale, delle ghiandole surrenali o delle gonadi. Il medico clinico ed il radiologo debbono quindi avere presente questa condizione e metterla in diagnosi differenziale.